# Elfrida Andrée
Elfrida Andrée (Visby, 19 febbraio 1841 – Göteborg, 11 gennaio 1929) è stata un'organista, compositrice e direttrice d'orchestra svedese, sorella del soprano svedese Fredrika Stenhammar.
È stata la prima donna svedese a dirigere un'orchestra sinfonica. Una registrazione del 1996 sull'etichetta Caprice presenta il quintetto per pianoforte di Andrée, insieme a una sonata per pianoforte, il quartetto d'archi in re minore e musica vocale.

## Biografia
Andrée nacque a Visby dal medico Andreas Andrée.  Fu allieva di Ludvig Norman e Niels Wilhelm Gade. Sua sorella era il soprano Fredrika Stenhammar. Attivista del movimento delle donne svedesi, fu una delle prime donne organiste ufficialmente riconosciute in Scandinavia. Iniziò a lavorare a Stoccolma nel 1861 e fu l'organista della Cattedrale di Göteborg dal 1867 fino alla sua morte. Nel 1897 fu nominata capo dei Concerti dell'Istituto dei lavoratori di Göteborg, diventando così la prima donna svedese a dirigere un'orchestra sinfonica. Per i suoi servizi fu eletta all'Accademia reale svedese di musica. Morì a Göteborg nel 1929.
Nel 1895 vinse il premio Litteris et Artibus, mentre nel 1908 divenne membro dell'Accademia delle donne.
Le due sinfonie d'organo di Andrée vengono suonate ancora oggi. Altre sue composizioni includono l'opera Fritiofs saga (1899, libretto di Selma Lagerlöf), diversi componimenti per orchestra tra cui due sinfonie, un quartetto di pianoforte in La minore (1870) e un quintetto di pianoforte in Mi minore (pubblicato nel 1865), un trio di pianoforte in Sol minore (1887) (e un'altra pubblicata postuma in do minore), un quartetto d'archi in re minore del 1861 e un altro in La maggiore, pezzi per violino (comprese le sonate in mi bemolle e Si bemolle maggiore) e per pianoforte, due messe svedesi, la ballata corale Snöfrid del 1879 e lieder.